# Alfredo Soares de Abreu
Alfredo Soares de Abreu (Montenegro, ? — ?) foi um funcionário público e político brasileiro.
Sua vida é pobremente conhecida. Foi vice-intendente de Caxias do Sul na gestão de José Cândido de Campos Júnior, administrador que despertou grande oposição dos católicos, que compunham a esmagadora maioria da população, e governou num dos períodos mais conflituosos da história de Caxias, renunciando ao cargo em 1º de julho de 1902. Então Abreu foi indicado pelo Governo do Estado para assumir a Intendência. Em 30 de outubro de 1902 foi mantido no cargo pelo voto popular, exercendo o poder até 5 de janeiro de 1904, quando licenciou-se para tratar de interesses privados, não retornando mais.
Ao tomar posse, Abreu denunciou o estado de grande desordem das finanças do município. Segundo Loraine Giron, a administração de Campos Júnior "foi tão pouco ortodoxa, que ao deixar o governo municipal o rombo do orçamento era maior do que sua receita anual. As finanças só foram sanadas  muitos anos depois, através de empréstimos bancários e aumento de taxas. [...] Pelas discussões do Conselho percebe-se a total anarquia das finanças municipais. O Governo do Estado intervém, mandando o Capitão Firmino José Rodrigues, para verificar as contas e as finanças municipais, ou seja, uma verdadeira intervenção estadual nos poderes Executivo e Legislativo municipais". Giron acrescenta que Abreu "seguiu os passos do anterior", e um fiscal seu subordinado aprovou contas irregulares, além de vender seus serviços gráficos privados ao Município, o que era proibido pela Lei Orgânica.
Sua administração causou agitação política e encontrou resistências de parte dos comerciantes, classe muito influente na época, e uma comissão do Partido Republicano Rio-Grandense avaliou que ele não teria condições de ser confirmado no cargo ao fim de seu mandato, apesar de o presidente do estado, Borges de Medeiros, desejar a continuidade. Depois de deixar Caxias foi oficial de justiça do 4º Distrito de São Lourenço do Sul entre 1909 e 1916.